# Wied (râu)
Wied este un afluent al Rinului situat în landul Renania-Palatinat, Germania. Râul își are izvorul la nord de comuna Linden (Westerwald) la altitudinea de 463 m.
Cursul lui are o lungime de 102 km, cu o diferență de altitudine de 400 m. Bazinul său de colectare cuprinde 770,8 km². Se varsă în Rin la Neuwied. 

## Afluenți
Holzbach, Almersbach, Breibach, Fockenbach, Aubach, Laubach, Rothenbach, Ingelbach, Quengelbach, Lenzbach, Birnbach, Mehrbach, Pfaffenbach.

## Localități traversate
Döttesfeld, Almersbach, Seelbach, Niederbreitbach, Neuwied Niederbieber, Altwied, Winkelbach, Hanwerth, Ingelbach, Altenkirchen, Schöneberg, Neitersen, Asbach Ehrenstein, Neustadt.
1. ↑   http://www.lanuv.nrw.de/fileadmin/lanuv/wasser/pdf/Gewaesserverzeichnis%20GSK3C.xls, accesat în 17 iulie 2017 Lipsește sau este vid: |title= (ajutor)